# Adriana Calcanhotto
Adriana da Cunha Calcanhotto (Porto Alegre, 3 de outubro de 1965) é uma cantora, compositora e musicista brasileira, além de atuar como professora e embaixadora da Universidade de Coimbra, em Portugal.
A artista iniciou a trajetória artística em meados da década de 1980, com apresentações em bares e casas noturnas de Porto Alegre. Em 1990, lançou seu primeiro álbum de estúdio, Enguiço, que lhe rendeu o Prêmio Sharp de Revelação Feminina. O álbum seguinte, Senhas (1992), foi o primeiro concebido e produzido totalmente pela cantora. Seu trabalho de estúdio posterior, A Fábrica do Poema (1994), que foi considerado pela imprensa "o disco do ano".
Em seu primeiro disco ao vivo, Adriana se voltou para o formato de voz e violão, presente no início da carreira. Público (2000) deu origem a um DVD e centenas de shows pelo Brasil em uma turnê que durou dois anos. Cantada (2002) foi o novo álbum de estúdio e estabeleceu parcerias com músicos da nova geração.
Em 2004, surgiu o heterônimo infantil Adriana Partimpim, que estreou em disco homônimo e rendeu um show teatral registrado em DVD. Com o projeto recebeu o Grammy Latino na categoria Melhor Álbum Infantil. Partimpim voltaria a aparecer em outros dois trabalhos de estúdio, Partimpim Dois (2009) e Partimpim Tlês (2012). E rendeu mais um DVD ao vivo Partimpim Dois é Show.
O sexto álbum de estúdio, Maré (2008), foi o segundo da trilogia marítima. Durante a excursão portuguesa de lançamento do disco escreve “Saga Lusa – O Relato de Uma Viagem”, lançado nesse ano ainda. Em 2011, produziu o seu primeiro disco inteiramente autoral: O Micróbio do Samba, cujo título faz alusão a uma expressão do conterrâneo Lupicínio Rodrigues. A safra de composições era contaminada pelo ritmo e rendeu um aclamado show, eternizado em DVD no ano seguinte.
“Loucura”, lançado em julho de 2015, ganhou no ano seguinte o Prêmio da Música Brasileira na categoria Melhor DVD. Em dezembro de 2015 faz recital de poesia portuguesa e brasileira na Biblioteca Joanina, em Coimbra, com o violonista Arthur Nestrovski como convidado, ocasião em que foi nomeada Embaixadora da Universidade de Coimbra. Em 2017 fez residência artística e deu aulas na Universidade de Coimbra sobre poesia portuguesa e brasileira, trovadores provençais e galegos, sobre a invenção da língua portuguesa e a canção popular do Brasil. Nos anos 2018 e 2019 ministrou o curso de composição “Como escrever canções” a convite da Universidade de Coimbra. Em 2019 lançou o terceiro álbum da sua trilogia marítima, Margem, com turnê de shows no Brasil, Europa e Estados Unidos. Em 2020 a turnê Margem seguiria por Portugal e Europa no primeiro semestre.

## Biografia

### Infância e família
É filha de Carlos Calcanhoto, baterista de jazz e bossa nova, e de Morgada Assumpção Cunha, bailarina e professora de Educação Física. Aos seis anos ganha da avó o primeiro instrumento: um violão. Aprendeu a tocar o instrumento e também, mais tarde, a cantar. Logo emergiu nas influências musicais (MPB) e literárias (Modernismo Brasileiro). Ficou fascinada pelo Movimento antropofágico de Oswald de Andrade, Tarsila do Amaral e outros nomes daquele movimento cultural.
A vida artística iniciou-se em bares de Porto Alegre, como o Fazendo Artes, situado próximo à 1ª Companhia de Guardas do Exército, próximo ao Parque Farroupilha, e o Porto de Elis, na avenida Protásio Alves. Também trabalhou em peças teatrais e depois se lançou em concertos e festivais por todo o país no estilo voz e violão.

### De 1988 a 1997: As primeiras gravações
A carreira de Calcanhotto gravando música se inicia em 1988, ao gravar a versão brasileira de "Perfect Isn't Easy" ("Perfeição Existe"), da trilha sonora do filme da Disney Oliver e Seus Companheiros, lançado em novembro de 1988. Neste mês, ela grava duas faixas para o álbum independente com artistas gaúchos Geração Pop, lançado em 1989. As faixas eram: "Suspeito" (releitura de Arrigo Barnabé) e "Viu?", primeira composição própria lançada comercialmente. Em 1989, ela aparece no álbum A Trilha Sonora África Brasil, com composições do cineasta André Luiz Oliveira, cantando "Navio Negreiro IV", sobre poema de Castro Alves.
Em seguida, Calcanhotto é contratada pela gravadora CBS, por quem lança Enguiço, lançado em 1990. O álbum trouxe canções de autoria (a faixa título e "Mortaes") e regravações de clássicos da MPB ("Sonífera Ilha", do grupo Titãs, "Caminhoneiro" de Roberto e Erasmo Carlos, Disseram que Voltei Americanizada, gravada por Carmem Miranda, e "Nunca", do conterrâneo Lupicínio Rodrigues). "Naquela Estação", por sua vez, integrou a trilha sonora da telenovela global Rainha da Sucata (1990), de Sílvio de Abreu. Tal música lançou a carreira da cantora e tornou-a conhecida. No ano seguinte, recebeu o Prêmio Sharp de revelação feminina. 
No segundo trabalho, Senhas, de 1992, o repertório estava focado nas canções de autoria, com destaque para "Esquadros" e "Mentiras"; esta última foi incluída na trilha da novela Renascer, de Benedito Ruy Barbosa.
Em 1994, a fórmula dá sinais de cansaço e desgaste devido à exposição excessiva na mídia. Por isso, nesse mesmo ano lançou o LP A Fábrica do Poema, com algumas doses de experimentalismo (poemas de Augusto de Campos, Gertrude Stein, textos do cineasta Joaquim Pedro de Andrade e parcerias com Waly Salomão, Arnaldo Antunes, Antônio Cícero e Jorge Salomão). Neste disco, que também foi o último a ter versão em vinil, os destaques foram "Metade" e "Inverno". 
Em 1996, Calcanhotto gravou uma versão de "E... O Mundo não Se Acabou", popularizada por Carmen Miranda, para a trilha de O Fim do Mundo.

### De 1998 a 2003: Ápice do sucesso
Prosseguiu com o álbum Maritmo, que simulou uma incursão pela dance music (Pista de dança, Parangolé Pamplona), samplers (Vamos comer Caetano), e a regravação de Quem vem para beira do mar, de Dorival Caymmi, além dos hits radiofônicos Vambora, de sua autoria, e a regravação Mais Feliz, de Cazuza.
Uma das participações foi uma performance na livraria Argumento, no Rio de Janeiro, musicando poemas do poeta português Mário de Sá Carneiro em 1996. Um deles, O Outro acabou por entrar no CD Público (2000), que trazia regravações dos antigos sucessos entre outras canções consagradas e também rendeu um DVD, lançado no ano seguinte pela gravadora BMG.
No mesmo ano, a canção "Devolva-me" integrou a trilha da telenovela Laços de Família como tema de Clara (Regiane Alves) e Fred (Luigi Baricelli). A música também estava presente no álbum Público.
Em 2002, foi lançado o álbum Cantada, obra que recebeu um disco de platina, o que significa que vendeu mais de 250 mil cópias no país, e que contou com músicas, dentre outros compositores, de Antonio Cicero, Péricles Cavalcanti e Arnaldo Antunes.

### De 2004 a 2010: Adriana Partimpim e Livro

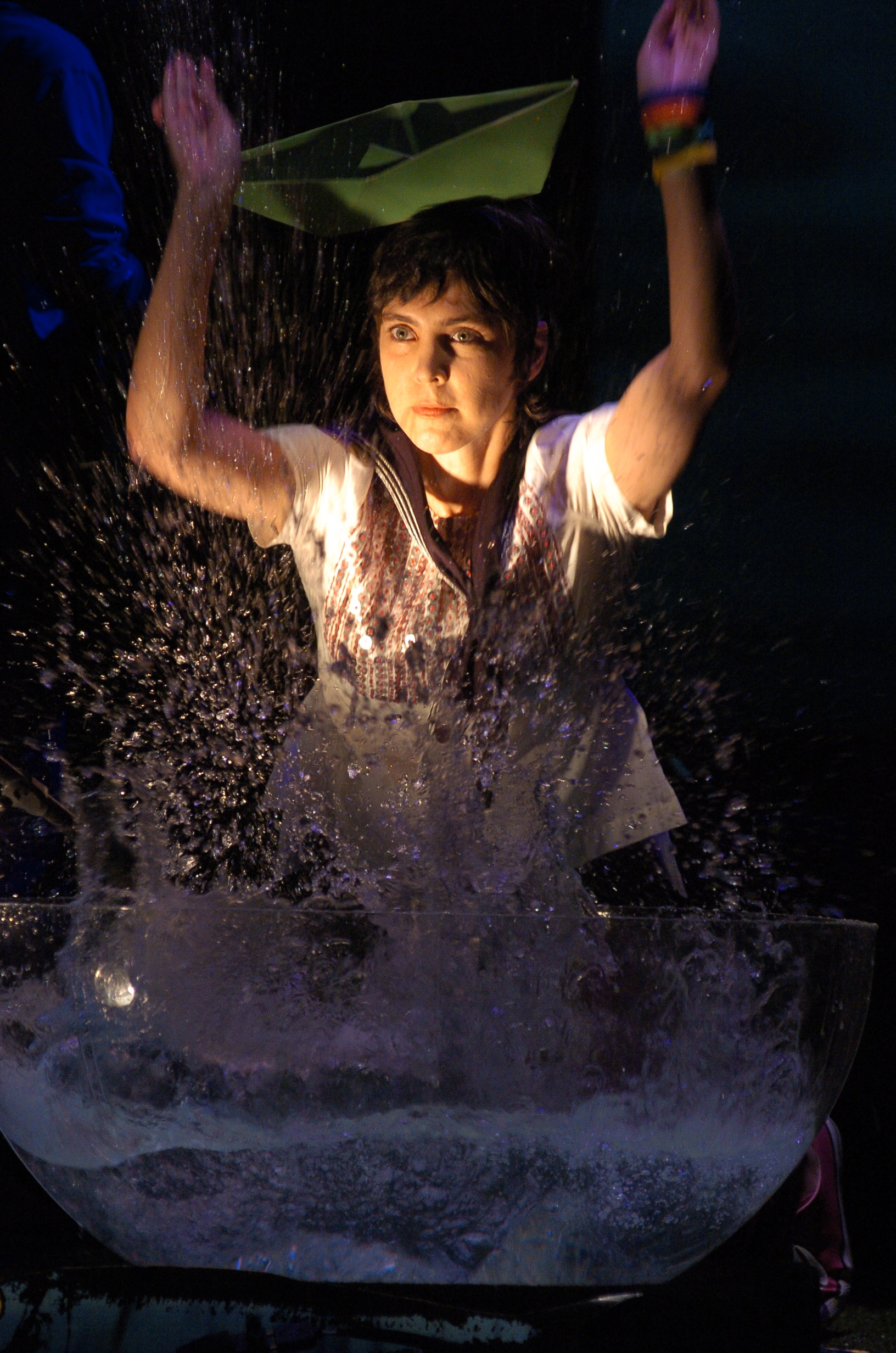
Adriana durante um show, promovendo o álbum "Adriana Partimpim"

Em 2004, Adriana lançou o álbum Adriana Partimpim, uma seleção de canções para crianças, com o qual ganhou o prêmio Grammy Latino de melhor álbum infantil. No CD, a cantora usou um pseudônimo, utilizado também para o título do disco, feito para crianças, ou como Adriana prefere chamar, “disco de classificação livre”. O título do CD é um apelido de infância e, segundo Adriana, seu pai continua a chamá-la dessa maneira. Esse é o sétimo álbum da carreira e um projeto audacioso iniciado em 1999. Por este trabalho Adriana recebeu os prêmios “Faz Diferença” do jornal O Globo, e na categoria “Melhor Disco Infantil”, o Prêmio TIM e recebeu um disco de ouro, por ter vendido mais de 100 000 cópias no Brasil.
O álbum rendeu, em 2005, um álbum ao vivo intitulado "Adriana Partimpim - O Show". O projeto recebeu um disco de ouro por ter vendido mais de 50 mil cópias no país.
Em 2007, participou da Cerimônia de abertura dos Jogos Pan-Americanos de 2007 no Rio de Janeiro.
Em 2008, continuando a trilogia com temática sobre o mar iniciada dez anos antes, foi lançado o álbum Maré (2008), uma seleção de canções da nova MPB. Três canções deste trabalho estiveram nas trilhas de novelas da Rede Globo: Mulher Sem Razão, em A Favorita; Três, em Ciranda de Pedra; e Um Dia Desses, em Três Irmãs.
Nesse mesmo ano, Adriana aventurou-se pela primeira vez no texto em prosa e lançou o livro Saga Lusa. O livro é um relato da viagem a Portugal em sua turnê do disco Maré. O relato mostra como foram as 120 horas sem dormir e delirando aos efeitos causados por uma mistura de remédios para curar uma forte gripe. A escrita feita nos momentos de delírio, insônia e medos torna-se a única atividade que Adriana, sentada em frente ao seu computador realiza e com muito bom humor. O livro está repleto de passagens engraçadas nos momentos de delírio, onde a própria escritora ri de si mesma. O livro foi lançado pela Editora Cobogó (Brasil) com capa em 4 cores diferentes e por Quasi Edições (Portugal).

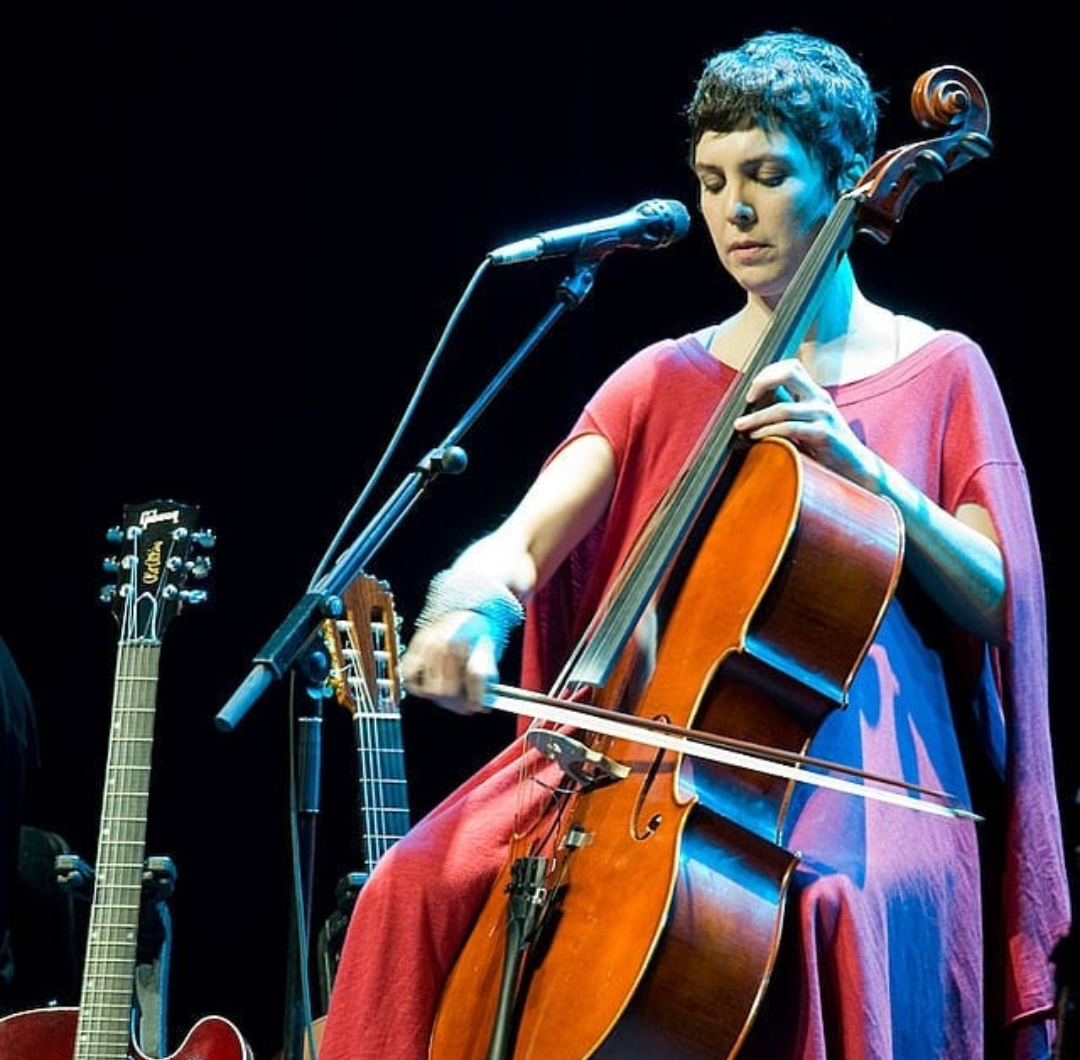
Cantora Adriana Calcanhotto tocando um violoncelo promovendo o álbum Maré

Em 2009 é lançado o CD Partimpim Dois, segundo da cantora utilizando seu heterônimo e dedicado às crianças. Posteriormente foi lançado um álbum de vídeo intitulado "Partimpim Dois é Show!".

### De 2011 a 2017: Turnês de Sucesso
Em março de 2011, após Adriana lança o álbum O Micróbio do Samba, dedicado ao samba, o álbum é composto por canções escritas pela própria Adriana, duas canções já haviam sido gravadas por outras cantoras, "Beijo sem" por Teresa Cristina e "Vai saber?" por Marisa Monte. No mesmo período, Adriana esteve empenhada numa turnê musical intitulada "Trobar Nova".
Após uma promoção com shows em algumas casas, é lançado o DVD/CD "Micróbio Vivo", em parceria com o canal de televisão Multishow.
Em outubro de 2012 foi lançado o álbum Partimpim Tlês, novamente voltado às crianças. O álbum tem músicas de Chico Buarque, Gilberto Gil, Ben Jor, Caymmi e Gonzaguinha. Foi confirmado em março de 2013 que Adriana retornaria aos palcos com um show chamada Olhos de Onda, em abril de 2013, em algumas cidades de Portugal. O show virou turnê e mais tarde, em 2014, álbum ao vivo de mesmo nome.
Em junho de 2013, Adriana apresentou, ao lado de Zélia Duncan a edição daquele ano do Prêmio da Música Brasileira.
Em 4 de dezembro 2014, a cantora subiu ao palco do Salão de Atos da UFRGS para realizar uma homenagem a seu conterrâneo Lupicínio Rodrigues. O show, de uma única apresentação, foi gravado e posteriormente lançado como CD e DVD ao vivo sob o nome Loucura. O repertório conta com clássicos do repertório de Rodrigues, como Nervos de aço.

### De 2018 a 2019: A Mulher do Pau-Brasil e Margem

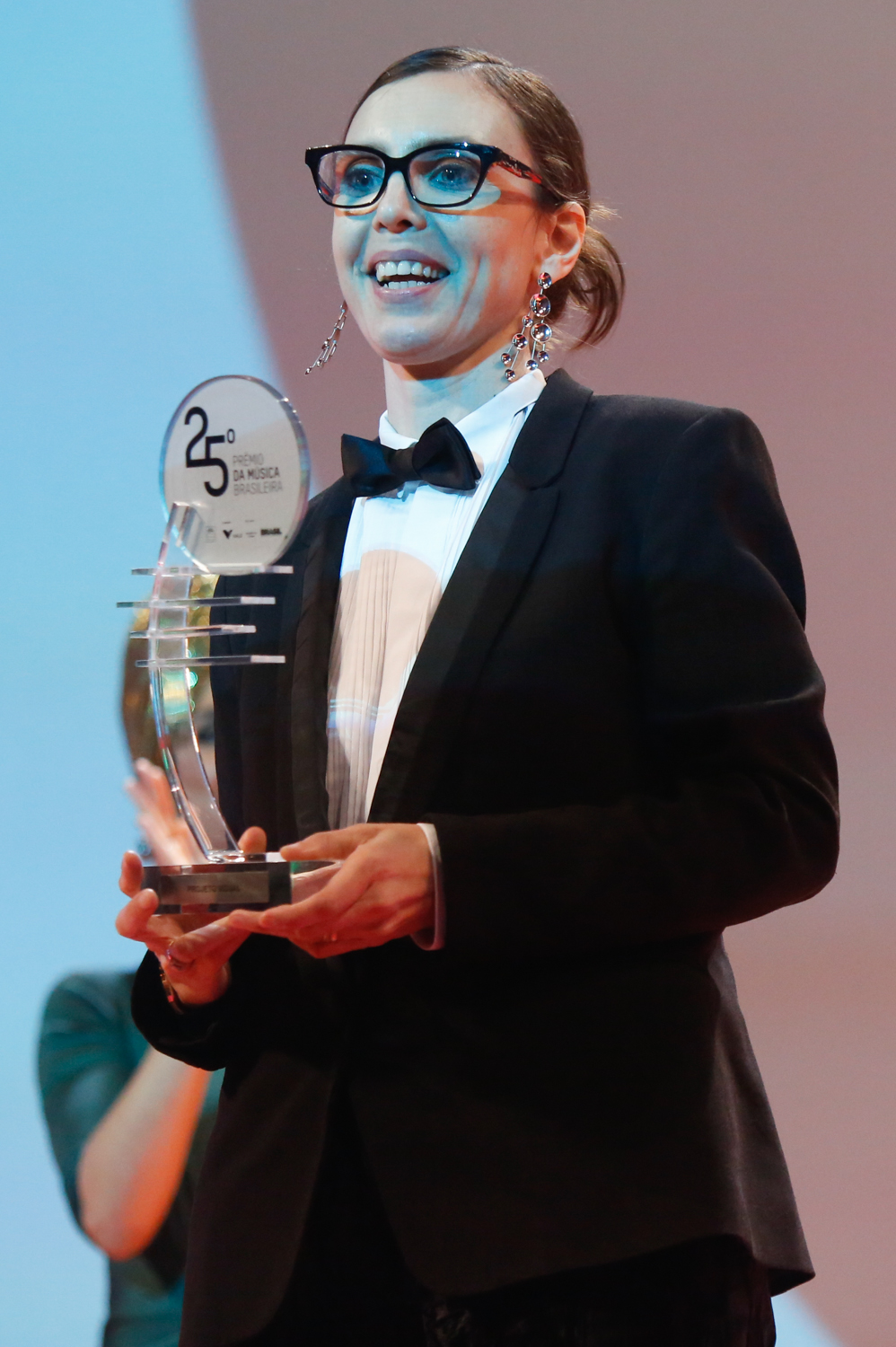
Prêmio da Música Brasileira (2014)

De abril de 2018 a fevereiro de 2019, a cantora esteve empenhada na turnê musical internacional A Mulher do Pau-Brasil, que a levou aos principais palcos do Brasil e de Portugal, onde a gaúcha havia trabalhado como professora convidada previamente pelo curso de Letras da Universidade de Coimbra. O show foi idealizado como “concerto-tese”, ou seja, uma conclusão da residência artística de Adriana Calcanhotto na Universidade, onde esteve nos últimos dois anos entre cursos e apresentações. A imensa repercussão do show gerou uma turnê que começou pela Europa e chegou a diversas cidades brasileiras a partir de agosto. Acompanhada por Bem Gil e Bruno Di Lullo, Adriana elaborou um roteiro com músicas compostas no período lusitano, releituras (a recente “As Caravanas”, de Chico Buarque, por exemplo) e também reencontra clássicos de seu repertório, como “Inverno”, “Vambora” e “Esquadros”.
A inédita canção-título abre o show em tom autobiográfico (“Nasceu no Sul / Foi para o Rio / E amou como nunca se viu”) e também retoma o nome de um espetáculo do início da carreira de Adriana (“A Mulher do Pau Brasil”), ainda em Porto Alegre nos anos 80.
Foi quando começou a ser instigada pelo “Manifesto da Poesia Pau Brasil”, do modernista Oswald de Andrade, e toda a sua influência no movimento tropicalista décadas depois. Tais temas sempre estiveram presentes em sua obra e ressurgiram com intensidade no período português.
Não à toa que “Vamos Comer Caetano”, composta para o disco “Maritmo” (1998), foi retomada no repertório e sublinha o conceito antropofágico da apresentação, através da ideia de devorar, se apropriar e reinventar a informação que vem de fora.
“Costumavam me perguntar se eu já tinha virado portuguesa e eu sempre respondia que não. Nunca me senti tão brasileira como agora”, conta Adriana, que foi nomeada Embaixadora da Língua Portuguesa da Universidade de Coimbra no final de 2015.
No dia 18 de dezembro, em 2018, a cantora anunciou em suas redes sociais um álbum em seu tributo, que seria cantado por artistas do novo cenário musical brasileiro, e com músicas clássicas e "lado B" da cantora. O projeto, denominado Nada Ficou no Lugar, foi lançado em partes: No dia 21 de dezembro de 2018, Jonny Hooker, Mahmundi, Rubel, Priscila Tossan, Ava Rocha e O Quadro interpretaram, respectivamente as canções Mentiras, Cariocas, Por que Você Faz Cinema?, Vambora, Âmbar e Negros. Já em 2019, no dia 18 de Janeiro, Baco Exu do Blues ficou com Senhas, Illy com Pelos Ares, Alice Caymmi com Metade, Mãeana com O Amor me Escolheu, Larissa Luz com Vai Saber e ATTØØXÁ com Toda Sexta-Feira. Já no dia 15 de fevereiro, Pode se Remoer ficou com Preta Gil, Seu Pensamento com Duda Beat, Esquadros com Jaloo, Já Reparô com Letrux, Cantada com Arthur Nogueira e Inverno com Taís Alvarenga.
Em 07 de junho de 2019, após um hiato de sete anos de gravações em estúdio, a cantora lançou o seu décimo disco: Margem, o último capítulo de uma trilogia iniciada com Maritmo (1998) e Maré (2008), e que já havia tido 3 músicas reveladas anteriormente por meio de 3 singles e clipes, sendo eles: Ogunté, Margem, e Lá Lá Lá. No dia de lançamento do álbum, foi lançado junto o clipe da balada Dessa Vez. Depois disso, foi a vez de Era Pra Ser, Tua e Príncipe das Marés ganharem videoclipe.
A cantora encontra-se atualmente numa turnê em promoção do disco marinho, num show que une os três álbuns de sua trilogia. A apresentação conta também com sucessos que não fazem parte dessa tríade e que podem ou não ter ambiência marítima, como é o caso de "Devolva-me" e "Maresia", além do sucesso de Chico Buarque Futuros Amantes que aparece apenas na edição japonesa do álbum.
No dia 14 de dezembro de 2019, a Turnê Margem rendeu uma gravação realizada na Cidade das Artes que tem previsão para se converter em CD e DVD ao vivo em 2020. O show realizado no Rio de Janeiro contou com a participação de Rubel que, com a gaúcha, cantou Você me pergunta, uma composição feita em parceria entre os dois cantores; e Esquadros, escrita por Adriana.

### De 2020 ao presente:SóeErrante

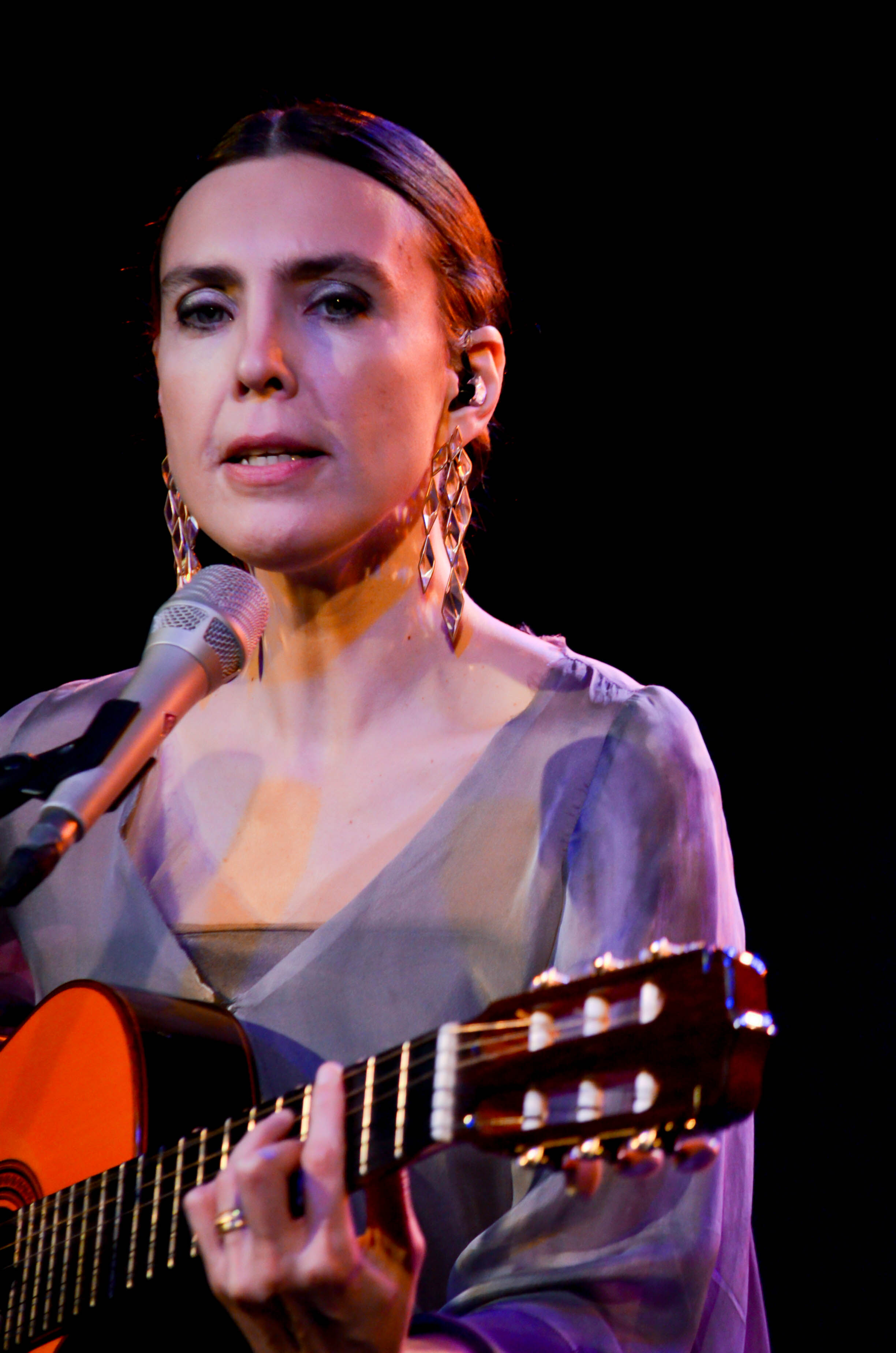
Calcanhotto em 2014

Em 2023, Calcanhotto lança o álbum Errante. O disco foi escolhido pela Associação Paulista de Críticos de Arte como um dos 50 melhores álbuns nacionais de 2023.

## Vida pessoal
Em 1989, iniciou um relacionamento com Suzana de Moraes, atriz, cineasta e produtora cultural, filha do poeta e compositor Vinícius de Moraes, tendo permanecido com ela por mais de 25 anos. Nos anos 2000, o casal declarou a união civil na Justiça (já que na época o casamento homossexual não era permitido, e só veio a ser regulamentado pelo STF em 2011) e depois comemorou a decisão com cerimônia e uma festa íntima apenas para amigos e familiares, oficializando a união em 2010, levando a uma grande noticiação de sua relação por diversos meios de comunicação, tanto brasileiros como portugueses. Porém, em 2015, Moraes morre, vítima de complicações no tratamento de um câncer de útero. Quando sua companheira por 26 anos faleceu, Calcanhotto declarou: "foi-se o amor da minha vida".
Embaixadora da Universidade de Coimbra, em Portugal, desde 2015, a brasileira foi professora da Faculdade de Letras dessa mesma universidade nos dois últimos anos, tendo ministrado o curso "Como Escrever Canções" e também cursado Arqueologia.
Em novembro de 2021, foi revelado que Calcanhotto estava namorando a atriz e escritora Maitê Proença. O término ocorreu no ano seguinte devido a declarações de Maitê sobre o relacionamento.

## Discografia
| - 1990: Enguiço - 1992: Senhas - 1994: A Fábrica do Poema - 1998: Maritmo - 2002: Cantada - 2004: Adriana Partimpim - 2008: Maré - 2009: Partimpim Dois - 2011: O Micróbio do Samba - 2012: Partimpim Tlês - 2019: Margem - 2020: Só - 2023: Errante - 2000: Público - 2005: Adriana Partimpim - O Show - 2012: Multishow ao Vivo: Micróbio Vivo - 2014: Olhos de Onda - 2015: Loucura: Adriana Calcanhotto canta Lupicínio Rodrigues - 2020: Margem, Finda a Viagem (Ao Vivo) |  | - 1991: Voz & Violão Ao Vivo - 2001: Público - 2005: Adriana Partimpim - O Show - 2010: Partimpim Dois é Show - 2012: Multishow ao Vivo: Micróbio Vivo - 2014: Olhos de Onda - 2015: Loucura: Adriana Calcanhotto canta Lupicínio Rodrigues - 2020: Margem, Finda a Viagem (Ao Vivo) - 2021: Remix Século XXI - 1999: As Melhores - 2001: Perfil - Adriana Calcanhotto - 2010: Seleção Essencial - 2019: Nada Ficou no Lugar |

## Prêmios e indicações

### Grammy Latino
| Ano  | Categoria                          | Indicação                                  | Resultado |
| ---- | ---------------------------------- | ------------------------------------------ | --------- |
| 2006 | Melhor Álbum Infantil Latino       | Adriana Partimpim                          | Venceu    |
| 2007 | Melhor Canção em Língua Portuguesa | Para Lá (interpretada por Arnaldo Antunes) | Indicado  |
| 2010 | Melhor Canção em Língua Portuguesa | Tua (interpretada por Maria Bethânia)      | Venceu    |
| 2011 | Melhor Canção em Língua Portuguesa | Mais Perfumado                             | Indicado  |
| 2015 | Melhor Canção em Língua Portuguesa | Tudo (interpretada por Bebel Gilberto)     | Indicado  |

### MTV Video Music Brasil
| Ano  | Categoria            | Indicação  | Resultado |
| ---- | -------------------- | ---------- | --------- |
| 2001 | Escolha da Audiência | Devolva-me | Indicado  |
| 2001 | Videoclipe de MPB    | Devolva-me | Indicado  |

### Prêmio da Música Brasileira
| Ano  | Categoria  | Indicação                                               | Resultado |
| ---- | ---------- | ------------------------------------------------------- | --------- |
| 2016 | Melhor DVD | Loucura - Adriana Calcanhotto canta Lupicínio Rodrigues | Indicado  |

### Prêmio Multishow
| Ano  | Categoria      | Indicação           | Resultado |
| ---- | -------------- | ------------------- | --------- |
| 2001 | Melhor Cantora | Adriana Calcanhotto | Indicado  |
| 2001 | Melhor Música  | Devolva-me          | Indicado  |
| 2001 | Melhor Clipe   | Devolva-me          | Indicado  |
| 2002 | Melhor DVD     | Adriana Calcanhotto | Indicado  |
| 2003 | Melhor Cantora | Adriana Calcanhotto | Indicado  |
| 2005 | Melhor Clipe   | Fico Assim Sem Você | Indicado  |

### Prêmio Contigo! MPB FM
| Ano  | Categoria          | Indicação              | Resultado |
| ---- | ------------------ | ---------------------- | --------- |
| 2013 | Projetos Especiais | Adriana Partimpim Tlês | Indicado  |
| 2014 | Melhor Cantora     | Adriana Calcanhotto    | Indicado  |
| 2014 | Melhor DVD         | Olhos de Onda          | Indicado  |

### Troféu Imprensa
| Ano  | Categoria      | Indicação           | Resultado |
| ---- | -------------- | ------------------- | --------- |
| 2001 | Melhor Cantora | Adriana Calcanhotto | Venceu    |
| 2001 | Melhor Música  | Devolva-me          | Venceu    |

### Prêmio Açorianos
| Ano  | Categoria         | Indicação           | Resultado |
| ---- | ----------------- | ------------------- | --------- |
| 2006 | Destaque Nacional | Adriana Calcanhotto | Venceu    |